# Nostalgia (film)
(nostalgia) is een experimentele korte film uit 1971 geregisseerd door fotograaf Hollis Frampton. De film toont verschillende zwart/witfoto's die worden verbrand op een hete plaat. Deze foto's zijn gemaakt door Frampton toen hij net begon in de fotografie. Tijdens het verbranden vertelt Frampton ook iets over zijn foto's. De film is in 2003 in het National Film Registry opgenomen ter preservatie.